# خوسيه سمالوت
خوسيه سمالوت (مواليد 24 مارس 1947) هو مبارز بالسيف من بورتوريكو، مثّل بلاده في الألعاب الأولمبية الصيفية 1976.

## روابط رياضية
خوسيه سمالوت على موقع أوليمبيديا (الإنجليزية)